# The Human Centipede 3 (Final Sequence)
Người rết 3 (tựa tiếng Anh: The Human Centipede 3 (Final Sequence)) là một bộ phim điện ảnh kinh dị Hà Lan năm 2015 của đạo diễn Tom Six. Đây là phần ba và cũng là phần cuối cùng trong loạt phim The Human Centipede. Phim được tiến hành sản xuất từ tháng 5 năm 2013. Phim có sự tham gia của Dieter Laser và Laurence R. Harvey, được công chiếu tại các rạp và trên video on demand vào ngày 22 tháng 5 năm 2015.

## Nội dung
William "Bill" Boss (Dieter Laser), một viên cai ngục bị tâm thần, vừa xem xong bộ phim Người rết 2 với kế toán của mình là Dwight Butler (Laurence R. Harvey). Bill nói rằng ông ghét mấy bộ phim trong khi đôi chân của ông đang được cô thư ký Daisy (Bree Olson) xoa bóp. Daisy trả lời rằng cô rất thích mấy bộ phim. Bill liền sàm sỡ Daisy và nói với cô rằng phụ nữ không được quyền lên tiếng. Dwight cố gắng đưa ra một "ý tưởng tuyệt vời" để khắc phục tình trạng bạo lực triền miên của nhà tù, nhưng ông bị gián đoạn bởi một cuộc điện thoại.
Bill và Dwight được gọi đến hiện trường một vụ tấn công trong nhà tù. Một trong những lính canh đã bị một tù nhân đâm. Để trừng phạt, Bill quyết định bẻ gãy cánh tay của người tù nhân (Tom Lister, Jr.), để lộ xương và gây đau đớn vô cùng. Ông nói rằng sẽ bẻ tay người tù nhân một lần nữa khi cánh tay của anh ta lành lại.
Trở lại văn phòng, Bill nhận được một gói quà bí ẩn. Dwight hỏi nó đựng cái gì, Bill tiết lộ đó là một lọ đựng âm vật sấy khô được gửi từ châu Phi mà ông ăn "vì sức khỏe". Sau khi ăn một ít, Bill nhận được một cuộc điện thoại đe dọa từ một trong những tù nhân (Jay Tavare). Bill dùng nước sôi tra tấn người tù nhân này, làm mặt anh ta bị biến dạng khủng khiếp. Người tù nhân nói với Bill rằng ông đã mất hết nhân tính.
Thống đốc Hughes (Eric Roberts) đến nhà tù, yêu cầu Bill và Dwight chấm dứt bạo lực và đe dọa sa thải cả hai nếu họ không làm tốt việc. Trong cơn giận dữ, Bill đã thiến một trong những tù nhân (Robert LaSardo) xúc phạm mình. Ông còn ăn trưa bằng tinh hoàn (được nấu chín) của người tù nhân đó, gọi nó là "thức ăn năng lượng". Daisy bị bắt buộc làm Bill thỏa mãn trong khi Dwight vẫn còn ở trong phòng. Sau khi hoàn thành "nhiệm vụ", Daisy ăn một trong những âm vật sấy khô trong lọ vì tưởng chúng là kẹo.
Cuối cùng, Dwight có thể đưa ra ý tưởng của mình cho Bill. Anh đề nghị khâu tất cả tù nhân dính vào nhau, từ miệng người này đến hậu môn người kia, giống trong phim Người rết, tạo thành một chuỗi người rết tù nhân khổng lồ, đó sẽ là biện pháp răn đe cho bất cứ ai định trở thành tội phạm. Ban đầu, Bill phản đối ý tưởng này và cho rằng không thể thực hiện. Bill sau đó gặp ác mộng về việc bị các tù nhân tấn công. Sau cơn ác mộng, Bill đồng ý tạo ra chuỗi người rết tù nhân.
Đạo diễn Tom Six được mời đến nhà tù để thỏa thuận với Bill về việc tạo chuỗi người rết, nó được cho là "chính xác về mặt y tế 100%". Six cho phép nhà tù sử dụng ý tưởng người rết của anh với điều kiện anh được phép chứng kiến cuộc phẫu thuật.
Hai bộ phim Người rết đầu tiên được chiếu trong căng tin nhà tù, cho các tù nhân thấy những gì sắp xảy ra với họ. Một cuộc bạo động diễn ra sau đó khiến vài lính canh bị thương. Bill và Dwight bỏ chạy về văn phòng khi họ bị các tù nhân truy đuổi. Các tù nhân lên đến văn phòng, nơi một tù nhân đánh Daisy bất tỉnh. Bill trèo qua cửa sổ ngay khi đội quân vũ trang đến và đưa các tù nhân trở lại phòng giam.
Bill đi từng phòng giam và bắn thuốc mê từng tù nhân, sẵn sàng đưa họ vào cuộc phẫu thuật. Có hai tù nhân không thích hợp để đưa vào chuỗi người rết, vì vậy Bill bắn chết hai người này. Bill cũng phát hiện ra một tù nhân bị bệnh Crohn, người bị tiêu chảy liên tục. Bill ra lệnh khâu người tù nhân hành hạ ông trong cơn ác mộng vào phía sau người tù nhân bị tiêu chảy, xem như là một hình phạt. Bill và Dwight đến thăm Daisy, hiện đang hôn mê. Dwight tiết lộ rằng anh yêu Daisy trong khi Bill cưỡng hiếp cơ thể bất động của cô, bất chấp sự phản đối của Dwight.
Six trở lại nhà tù và gặp lại Bill và Dwight. Khi tham quan các phòng giam, cả ba thấy một tù nhân tự ăn phân của chính mình và muốn được khâu vào chuỗi người rết. Vì không muốn ai thích hình phạt người rết nên Bill bắn chết người tù nhân này. Bill, Dwight và Six quan sát cuộc phẫu thuật, Six đã nôn mửa sau khi thấy một số tù nhân bị cắt bỏ tay chân cho một "dự án đặc biệt".
Khi chuỗi người rết gồm năm trăm tù nhân được hoàn thành, Thống đốc Hughes đến và kinh tởm trước những gì ông nhìn thấy. Cô thư ký Daisy tội nghiệp cũng vô tình bị khâu vào chuỗi người rết. Không chỉ có chuỗi người rết mà một chuỗi "người sâu" cũng đã được tạo ra từ các tù nhân đang thụ án chung thân. Chuỗi người sâu cũng giống như chuỗi người rết, chỉ khác ở chỗ tay chân của các nạn nhân đã bị cắt bỏ, nghĩa là họ không thể di chuyển. Trước khi rời đi, Hughes nói rằng Bill và Dwight quá điên rồ và có thể sẽ nhận án tử hình từ chính phủ.
Bill tuyệt vọng và bắn chết Bác sĩ Jones (Clayton Rohner), sau đó Hughes quay lại nhà tù nhưng lần này đã thay đổi suy nghĩ, nói rằng hình phạt kiểu người rết là "chính xác những gì nước Mỹ cần". Bộ phim kết thúc với cảnh Bill và Dwight ăn mừng thành công của họ. Bill bất ngờ bắn chết Dwight để độc chiếm ý tưởng người rết cho riêng mình ông, mặc dù đó thực sự là ý tưởng của Dwight ngay từ đầu.

## Phân vai
- Dieter Laser vai William "Bill" Boss
- Laurence R. Harvey vai Dwight Butler
- Eric Roberts[4] vai Thống đốc Hughes
- Bree Olson[5] vai Daisy
- Clayton Rohner vai Bác sĩ Jones
- Tom Six vai Chính anh
- Tom Lister, Jr.[5] vai Tù nhân 178
- Robert LaSardo[5] vai Tù nhân 297
- Jay Tavare vai Tù nhân 346
- Hamzah Saman vai Tù nhân 093
- Peter Blankenstein vai Tù nhân 106
- Carlos Ramirez vai Tù nhân 309
- Bill Hutchens vai Tù nhân 488
- Akihiro Kitamura vai Tù nhân 333
- Chris Clanton vai Người tù nhân